# 美国国籍法

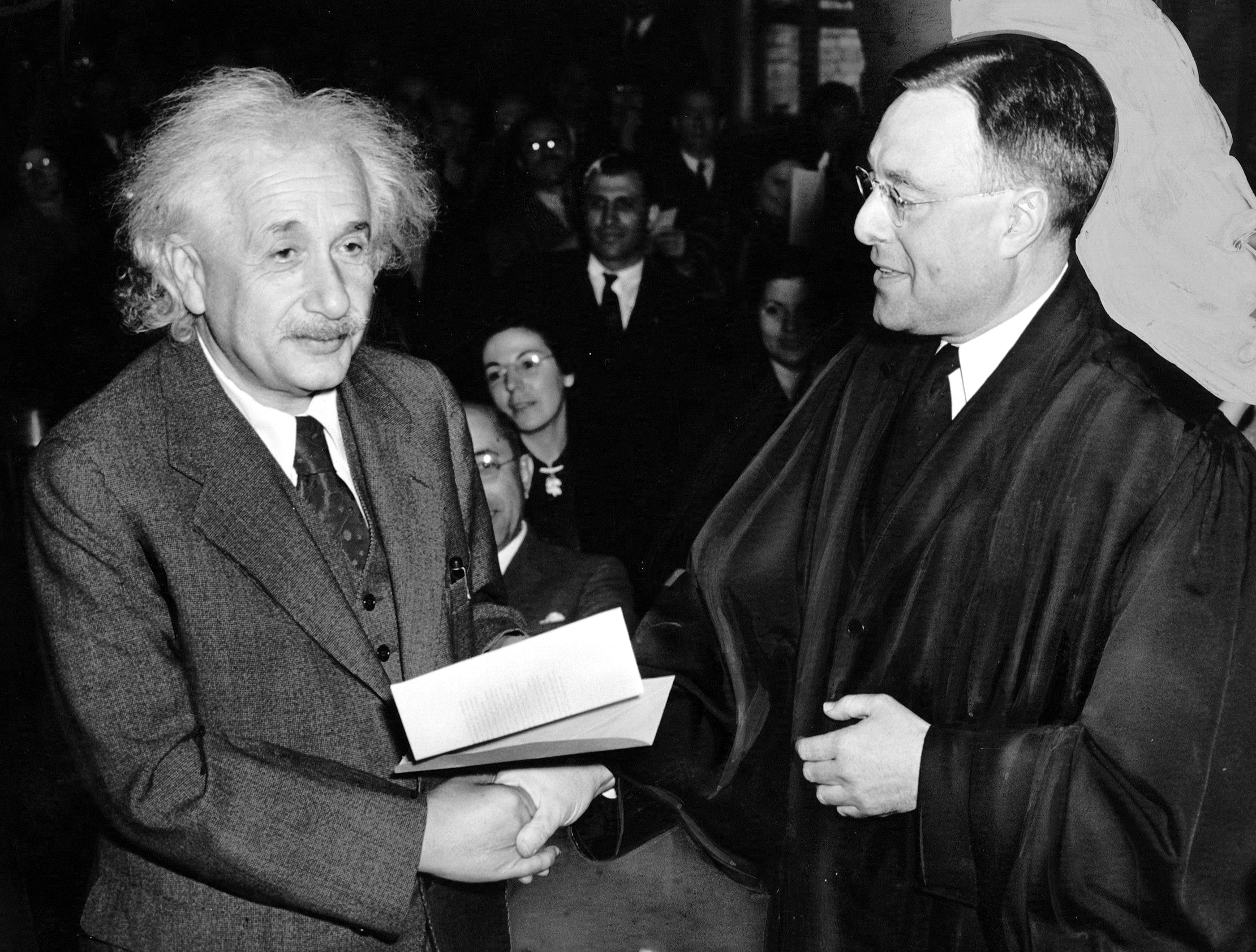
1940年，物理学家阿尔伯特·爱因斯坦从菲利普·福尔曼法官手中接过归化证书

美国国籍法是一系列有关个人获得美国国籍的条件的法律文件（包括美国宪法、各种法律和国际协议）的统称。公民身份是宪法赋予的一项权利，而非特权，适用于在美国管辖范围内出生的人以及已“归化”的人。
在美国50个州、哥伦比亚特区或几乎任何有人居住的领地出生的个人，根据出生地主义原则均是美国公民。在美国，虽然“公民”（citizen）和“国民”（national）有时可以互换使用，但两者的含义并非完全相同，拥有美国国籍者都是美国国民，但在美属萨摩亚出生的美国国民通常不具有美国公民身份。此外，在美国工作的外国外交官所生的个人既不是公民也不是国民。居住在任何州或合资格领地的外国公民，在完成获得永久居民资格的合法程序并满足居住要求（通常为五年）后，即可归化成为美国公民。

## 历史

### 宪制基础
国籍定义了人与国家间的法律关系，明确了何人是某个国家的成员或臣民。公民的权利与义务，以及国民应享有的保护，皆由该关系所定义。尽管国籍和公民权截然不同，且美国承认有权享有权利和无权享有权利的人之间的区别，但美国法律通常使用“公民”（citizen）和“公民权”（citizenship）等词，而不是“国民”（national）和“国籍”（nationality）。美国宪法没有对国籍或公民身份做出作出定义，但其第一条第八款第四项赋予国会制定归化法的权力。在南北战争和美国宪法第十四修正案通过之前，宪法中并无其他关于国籍的条款。

### 立法（1790年至1866年）
美国第一部定义国籍和归化的法律是1790年《归化法》。该法将有资格成为美国国民的人限定为自由的白人。沿袭英国普通法的做法，美国的法律体系吸收了“覆盖性”的概念，即女性对配偶的忠诚和义务高于其对国家的忠诚和义务。虽然《国籍法》并未禁止女性拥有自己的国籍，但司法裁决和国内事务的习俗认定，婴儿、奴隶和妇女无法参与公共生活，因为他们被认为缺乏批判性判断能力，无权行使自由意志或控制财产。美国原住民被视为外国政府的臣民，根据斯科特诉桑福德案等判决，美国原住民只有融入白人文化后才有资格归化。自1802年起，仅有父亲可以将自己的国籍传给子女。1804年《归化法》确认妇女的国籍取决于其婚姻状况，而1855年《归化法》将妻子及其子女的国籍与其丈夫的国籍挂钩。在此期间，与外籍丈夫结婚的美籍妻子被认为已中止原有国籍，转而采用丈夫的国籍。婚姻终止后，妻子可以返回美国并恢复在美国的居住权。虽然1855年法案规定外国妻子可以获得美国国籍，但该法律引起人们的困惑，即是否要求与外国人结婚的美国女性亦可获得配偶的国籍。例如，前总统尤利西斯·S·格兰特的女儿内莉·格兰特在与英国丈夫离婚后，于1898年根据国会法案重新获得美国国籍。

### 扩展（1866年至1900年）
南北战争结束后，美国国会颁布1866年《民权法案》，并在同年晚些时候通过美国宪法第十四修正案，赋予前奴隶公民身份。该修正案的措辞不分种族，赋予在美国出生并受其管辖的任何人国籍。该法律并未将国籍扩展至美国原住民。在埃尔克诉威尔金斯案中，最高法院确认出生时受部落管辖的美国原住民在美国领土上没有与生俱来的国籍。

### 限制（1900年至1965年）
根据1901年的岛屿案，最高法院裁定，美国尚未迈向建州之路的非合并属地和岛屿领地，其对美国宪法的适用范围有限。当时的这些领地包括关岛、菲律宾和波多黎各，于1898年美西战争结束时获得。根据该裁决，出生在岛屿领地或非合并属地的人没有资格获得美国公民身份，但被视为国民，可以持有美国护照并获得美国的外交保护。1907年《移居国外法案》的通过消除了1855年造成的不确定性，明确规定婚姻是所有女性国籍的唯一决定因素。如果已婚女性与非公民结婚，该法案将立即取消其国籍，无论她们是在美国出生还是已归化。该判决具有追溯力，无需妻子同意，导致许多女性并不知道自己已经丧失国籍。
1921年和1924年的联邦移民法案由国会通过，旨在解决白人权威日渐衰落的担忧。1921年的《紧急配额法案》限制了来自不同国家的移民,适用于在美国出生的女性所拥有的外国丈夫和子女，但拥有出生权的男性所拥有的外国妻子和子女则可获得豁免。1922年，《凯布尔法案》获得通过，宣布美国女性不能因为已婚而被剥夺入籍权利。该法案为此前因婚姻而失去美国公民身份的女性建立程序，使其能够以入籍公民（而非出生权公民）的身份回国。妻子的国籍取决于居住地及其丈夫的入籍资格；如果她居住在海外，在重新进入美国领土时其国籍将受到《配额法案》的限制。然而，由于《凯布尔法案》的措辞明确规定，与不符合资格的外国人结婚的“女性公民”将丧失国籍，因此该法案不适用于具有非公民国民身份的美属萨摩亚女性。
根据1924年《排亚法令》，亚裔不得入境美国，也无法归化成为美国公民。该法案规定，在美国出生的女性，如果因婚姻而丧失美国国籍，无论婚姻是否终止，均不符合入籍资格，并被视为“出生在其原籍国的公民或臣民身份”。1923年，最高法院在美国诉巴格特·辛格·廷德案中作出裁决，追溯性地取消亚裔男性的美国国籍，并自动撤销其妻子的国籍。如果一名美国女性与亚裔男性结婚，之后离开美国，她将无法重新获得美国国籍。丈夫可以申请例外，允许其在外国出生的妻子合法移民，但妻子不能代表丈夫提出申请。1924年法案通过后，劳工部部长詹姆斯·戴维斯立即建议将其条款扩展至来自墨西哥和其他美洲国家的移民。美国国会自1926年至1930年皆会审议法案，评估对来自西半球其他国家的移民实施配额。1924年6月，《印第安公民法》单方面授予美洲原住民美国国籍。
1933年，出席泛美联盟蒙得维的亚会议的美国代表团成员亚历山大·W·韦德尔和约书亚·巴特勒·赖特签署了《美洲妇女国籍公约》（Inter-American Convention on the Nationality of Women）。该公约于1934年生效，法律上保留对国内立法审查的限制。1934年的《平等国籍法案》是第一部允许在海外出生的儿童获得其母亲的衍生国籍的法令，其国籍取决于母亲在孩子出生前是否在美国居住。由于该法律不具有追溯力，1934年之前出生的儿童通常无法从其母亲获得美国公民身份。该法令还规定，与美国公民结婚的外国配偶可优先获得美国公民身份。该法令规定，符合入籍所有其他要求的外国人，可以在减少要求的情况下入籍，无需声明意向，仅需在美国、阿拉斯加、夏威夷或波多黎各连续居住三年即可。
《凯布尔法案》和国籍法的修正案一直持续到1940年，已婚妇女才得以不受限制地获得美国国籍。同年，国会修订《国籍法》，首次区分了婚生子女和非婚生子女衍生国籍的不同规则。根据规定，非婚生子女的国籍自动由母亲遗传给孩子，但必须在孩子达到法定年龄之前获得父亲的衍生国籍。1940年法案还允许所有此前因婚姻而丧失公民身份的妇女，通过宣誓效忠，不论婚姻状况如何均可回国，与之前通过归化归国的政策不同。对美国公民妻子的丈夫衍生入籍的种族排斥一直持续到1952年《麦卡伦-沃尔特法案》通过。虽然该法案结束了使用种族作为准入入籍国的标准，但继续使用配额来限制来自亚洲国家的移民，种族排斥并未结束。直到1965年《移民和国籍法》对移民法进行改革之前，限制性配额制度仍然存在。

### 改革（1966年至2001年）
1972年前，美国国籍法规定美国公民在海外出生的子女必须在23岁生日之前在该国领土实际居住达五年，否则将丧失美国国籍和公民身份。1982年，国会为1950年至1982年期间出生的儿童颁布相关条款，以方便美国公民父亲的子女移民。该条款旨在帮助在美国曾有军事活动地区出生的儿童，也适用于在柬埔寨、韩国、老挝、泰国和越南出生的儿童。这些特殊条款并未赋予儿童国籍，但放宽对海外出生儿童的合法化和经济支持要求，取消对父亲婚姻状况的审查，仅要求司法部长证明推定父亲为美国公民，且担保人同意对18岁以下儿童进行合法监护和抚养。1987年，《美亚混血儿回家法案》（Amerasian Homecoming Act）出台，为1962年至1972年间美国军人所生的越南移民母亲及其子女的重新安置提供便利。
1989年，埃利亚斯诉美国国务院案的裁决确认美国出生的妇女于1934年前在海外出生的子女可以获得衍生国籍。由于该案并非集体诉讼，因此对其他类似情况的案件未有影响；然而，美国联邦第九巡回上诉法院1993年在沃肖普诉美国国务院案的裁决认定，禁止妇女将国籍传给1934年之前出生的子女的条款违宪。在米勒诉奥尔布赖特案中，法院维持了美國法典第8编 § 第1409節中关于将国籍传给非婚生子女的男女待遇的歧视性规定。约翰·保罗·史蒂文斯大法官在此案中的观点是，除非出于自愿，男性不会与孩子建立法律联系；而女性的法律联系则由生物学决定。本质上，女性与其子女的联系在孩子出生时即具有法律效力，如果不依法终止其父母权利，则不能切断联系，但男性可以选择放弃或建立联系。该裁决意味着，如果非婚生子女出生在海外，且母亲在孩子子女出生前在美国或美国领土连续居住满一年，那么母亲可以将其国籍传给其子女。未婚男性若要将美国国籍传给在国外出生的非婚生子女，且该子女年满18岁，则必须通过法庭证明血缘关系，承认其合法身份，并确认其父亲在子女出生时的国籍。根据1988年克拉克诉杰特案 ，已婚男性无需遵守类似要求。然而，无论已婚还是未婚，法律都“要求在美国出生的父母在子女出生前必须在美国实际居住十年，其中至少五年是在子女年满14岁之后”。2001年，最高法院在阮俊英诉美国移民及归化局案中再次维持不平等规定，确认在国籍问题上存在不平等符合政府的目的，即确立子女与父母之间的生物学联系和习惯关系。

### 美国海外领地实行历史
宪法中的领地条款赋予国会代表美国领地和属地进行管理的权力。国会利用这项权力，对最终将并入美国州的领地和尚未并入美国州的领地进行了区分。凭借这项权力，国会决定了居民何时可以成为美国国民，以及他们在特定时期的身份。1898年之前，所有在美国属地出生的人都被视为在美国出生，并且在获得美国国籍后可以集体归化。在此之后，属地被选择性地判定为外国属地，不受第十四修正案中公民权条款的约束。由于这项认定，所有在美国海外领地出生的人都被视为美国国民，而非公民，直到国会选择赋予他们完全的公民权。其中包括美属萨摩亚、关岛、菲律宾、波多黎各和美属维尔京群岛的居民。非美国公民的国民的权利并未得到充分保护，尽管他们可能居住在美国并且无需签证即可入境。同样，领地公民也无能力充分参与国家政治。
美国通过一系列法案，将国籍赋予未设立州的领地。居民既不是有资格归化的外国人，也不是拥有完全权利的公民。1900年，立法将波多黎各的居民定义为波多黎各公民和美国国民。1902年，与波多黎各类似的立法也适用于菲律宾。1903年，根据《巴拿马-美国运河公约》，美国为在巴拿马运河区工作的人员制定特殊规则。根据该公约的规定，美國法典第8编 § 第1403節进行了修改，新增一项条款：1904年2月26日或之后在运河区或巴拿马出生，且父母一方是或曾经是美国公民的人，可获得美国出生公民权。1906年，国会通过立法，允许在非合并属地出生的人根据特殊规定归化。
1917年《琼斯-沙弗罗斯法案》赋予所有波多黎各居民国籍和公民权利，无论他们何时出生在该领地。1927 年，美属维尔京群岛的美国国民被授予公民权利。美属萨摩亚于1929年成为美国领地，其居民成为非公民国民。自1940年《国籍法》通过以来，非公民国民可以将其非公民美国国籍传给在国外出生的子女。1946年《菲律宾独立法》生效后，菲律宾人不再拥有美国国籍。1947年，根据与联合国达成的协议，太平洋群島託管地的居民纳入美国管辖，但当时关岛并未被纳入美国领地。根据《1950年关岛自治法》，关岛的美国国民被赋予公民权利。1976年，托管地成为北马里亚纳群岛自由邦，被接纳为美国领地，居民被赋予美国国籍和公民权利。1979年10月1日起，巴拿马和运河区实行共同管理，此后运河区居民无法获得美国国籍。

## 国籍的获得与丧失

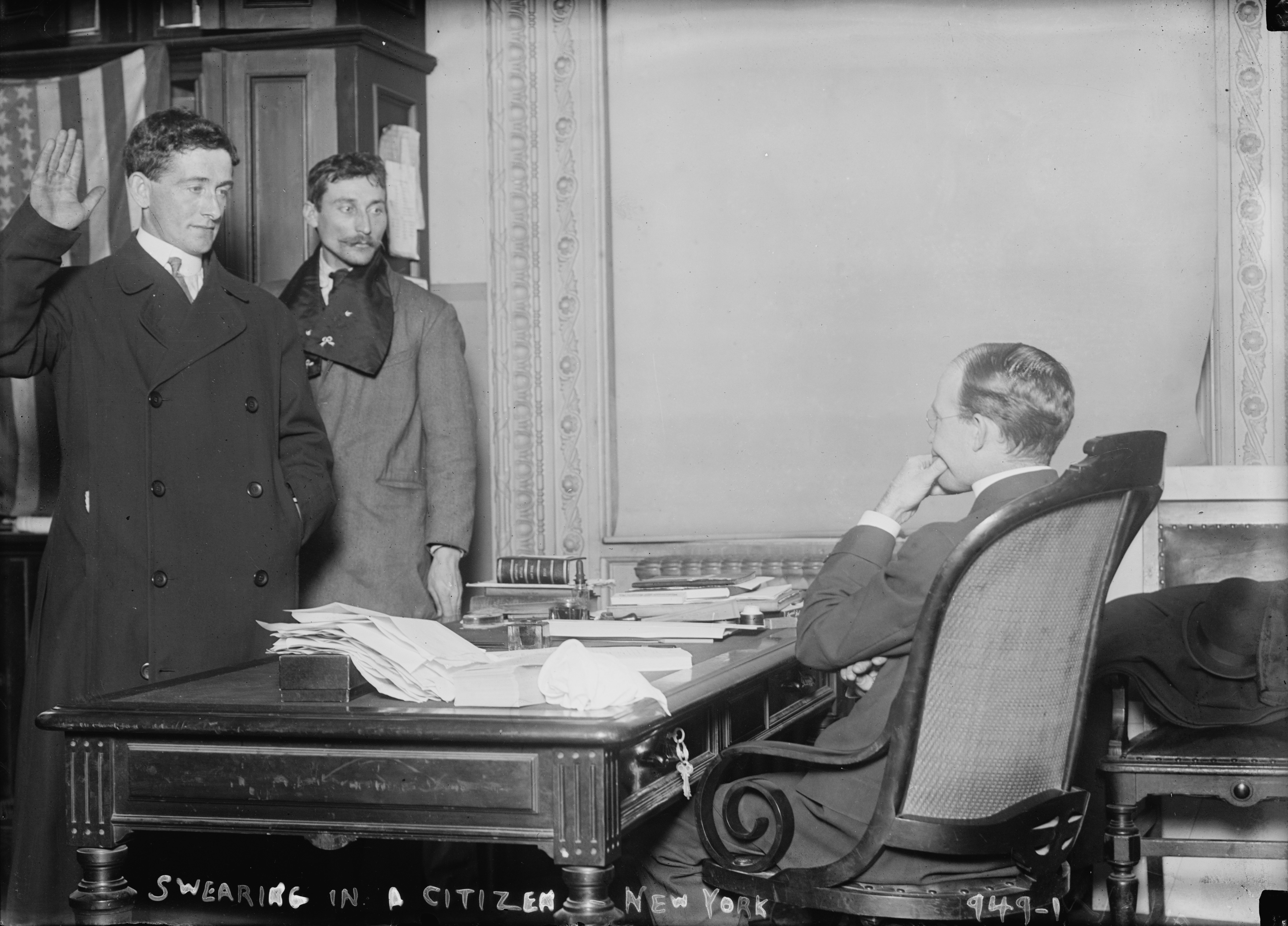
1910年，纽约州一名法官为一名新公民宣誓

一个人可以通过多种方式获得美国国籍，可以通过出生入籍或通过法院判决和条约获得。

### 在美国境内出生
美国宪法第十四修正案第一款规定：“所有于合众国出生或归化合众国并受其管辖者，皆为合众国及其居住州之公民。”该条款已编入1952年《移民和国籍法》第301(a)款。无论父母一方的身份如何，除非其受雇于外国政府，否则在美国境内出生的子女即可获得美国国籍。最高法院尚未明确裁定在美国境内非法移民所生的子女是否具有与生俱来的美国国民资格，但通常假定他们具有。美国司法管辖区的出生证明通常是可以接受的国籍证明。

### 通过在海外出生成为美国公民

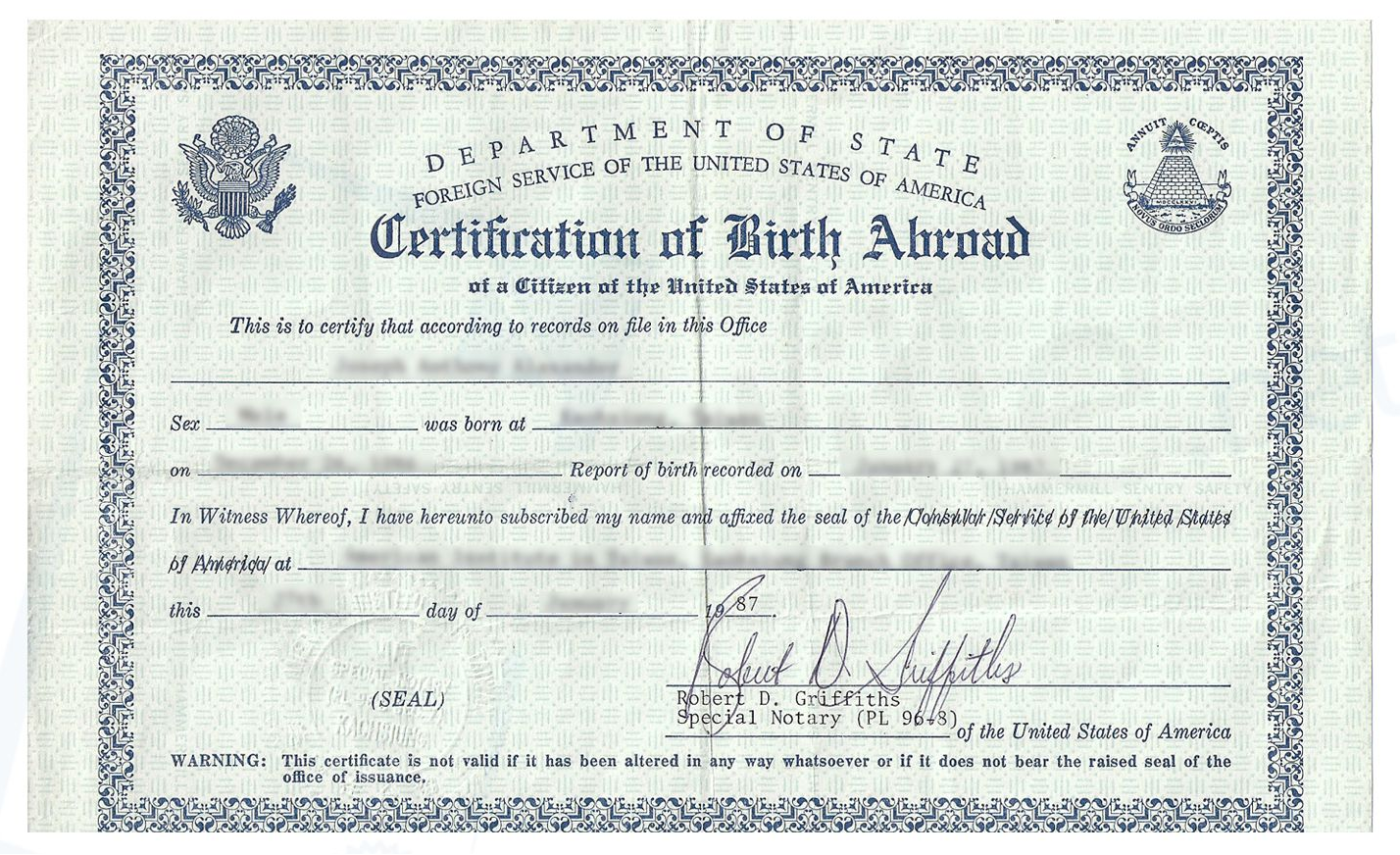
1990年前签发的美国国务院海外出生证明

对于在海外出生的子女，可能需要提供海外出生领事报告，以确认其国民资格。1952年《国籍法》第301(c)条规定，如果父母双方均为美国公民，且子女在国外出生，只要父母一方在美国或其领地居住过一段时间，即可自动获得美国国籍。第301(g)条规定，如果子女的父母一方为美国公民，且子女的父母一方为外国公民，则子女在国外出生后，若要自动获得美国国籍，还必须拥有美国或其领地的居住权。服现役时间等同于在美国居住。对于父母一方为美国公民的儿童，要求会有所不同，具体取决于他们的出生时间和父母是否结婚。

#### 婚生子女
根据子女出生时适用的法律，符合以下情况均可能有权获得美国公民身份：
- 如果子女于1934年5月24日至1952年12月23日之间在海外出生，则美籍父母必须在美国或其海外领土居住满10年，其中至少有5年是在14岁之后[96]。
- 如果子女于1952年12月24日至1986年11月13日之间在海外出生，则美籍父母必须是子女的合法遗传父母或妊娠父母，并且必须在美国或其海外领土居住满10年，其中至少有5年是在14岁之后[97]。
- 如果子女于1986年11月14日或之后在海外出生，美籍父母在子女出生前必须已经在美国居住满5年，其中至少有2年是在14岁之后[93][97]。

#### 非婚生子女

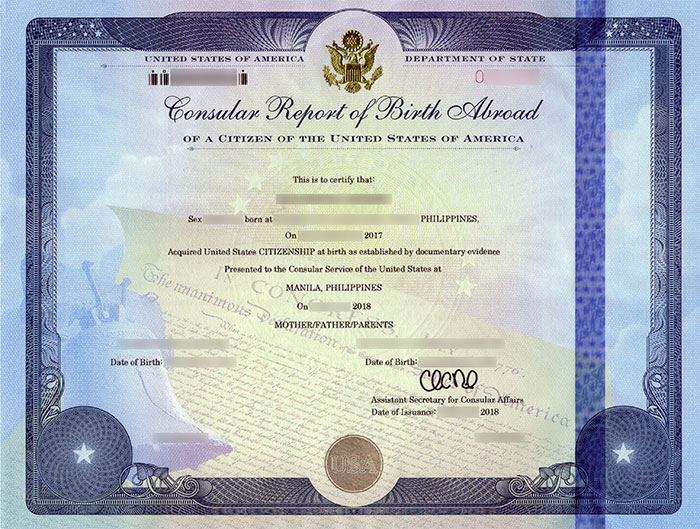
2011年开始发放的美国国务院海外出生领事报告证明

根据子女出生时适用的法律，符合以下情况均可能有权获得美国公民身份：
- 自1940年10月14日（无论在此日期之前或之后出生）起的90天内，如果子女出生时母亲为美国公民，且曾居住在美国或其海外领地，或者父亲为美国公民，且在子女未成年期间使子女合法化，并且在美国或其领地海外居住满10年，其中5年是在16岁以后，则子女在成年之前在美国居住满5年可能有权获得美国公民身份[99]。
- 如果子女于1941年1月13日至1952年12月23日之间出生，其母亲为美国公民，且曾经在美国或其海外领地居住过，或其父亲为美国公民，且在子女未成年时使孩子合法化，且在美国或其领地居住满10年，其中5年是在16岁以后[99]。
- 如果子女于1952年12月24日至1986年11月13日之间出生，其母亲为美国公民，且已在美国或其海外领地居住满1年，或其父亲为美国公民，且在子女未成年时使孩子合法化，且在美国或其领地居住满10年，其中5年是在14岁以后[100]。
- 如果子女于1986年11月14日至2017年6月11日之间出生，其母亲为美国公民，且已在美国或其海外领地居住满1年，或其父亲为美国公民，且在子女出生前五年已在美国或其领地居住，其中2年在14岁以后[97]。2017年，在塞申斯诉莫拉莱斯-桑塔纳案（英语：Sessions v. Morales-Santana）的一致裁决中，最高法院推翻了未婚父亲在将国籍传给在国外出生的孩子时基于性别的不平等居住要求，裁定在国会修改法律之前，父母都应适用相同但更长的五年居住期限[101][102]。如果父母双方均为美国公民，则塞申斯诉莫拉莱斯-桑塔纳案之前或之后的实际居住要求可能适用于美籍母亲，因为最高法院的案件并未涉及这一具体情况，该情况属于法律的不同条款。对于1986年11月14日之后出生，母亲为非美国公民、父亲为美国公民的任何子女，父亲必须：（1）同意为子女提供经济支持，并且在子女年满18岁之前（2.A）在法庭上证明亲子关系，或（2.B）正式使子女合法化，或（2.C）通过签署并宣誓的声明正式确认子女的父子关系[70][103][104]。

### 收养
2000年之前，被收养者必须归化成为公民，且可能在晚年因各种违法行为被驱逐出境。1983年2月26日或之前出生的被收养儿童受收养时有效的法律管辖。根据2000年《儿童公民法案》，该法案适用于18岁以下或 2001年2月27日或之后出生的儿童。被美国国民收养的外国儿童，如果由未成年时的合法监护父母带到美国，则在合法进入美国并完成收养程序后，将自动获得美国国籍。

### 在海外领地出生

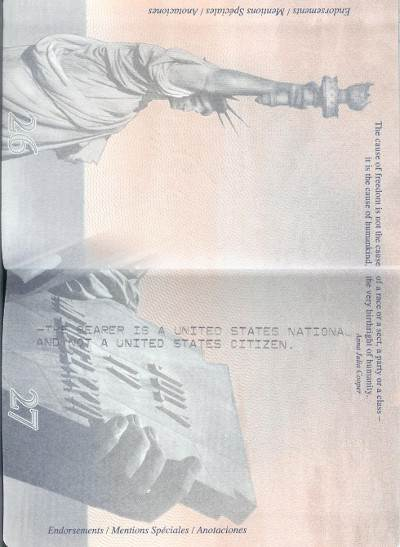
美属萨摩亚人护照上的一条备注信息，表明护照持有人是美国国民，而非美国公民

对于在美国领地或海外领土出生的人而言，国籍取决于他们是在该地区被美国主权覆盖之前出生、在美国主权期间出生还是在美国主权终止之后出生。1952年《国籍法》的单独章节处理美国随着时间推移获得的领土，例如已合并属地的的阿拉斯加（美國法典第8编 § 第1404節）和夏威夷（美國法典第8编 § 第1405節），以及非合并属地波多黎各（美國法典第8编 § 第1402節）、美属维尔京群岛（美國法典第8编 § 第1406節）和关岛（美國法典第8编 § 第1407節）。上述每一款都赋予自某一特定日期起居住在上述领土的居民国籍，并且通常赋予在该日期之后出生于合并属地上的居民本土出生的身份。上述领土具体的生效日期为：关岛和波多黎各为1899年4月11日；美属维尔京群岛为1917年1月17日；北马里亚纳群岛自由邦为1986年11月4日。自1952年《国籍法》通过以来，在上述领土出生的人在出生时即获得国籍。
美国国会通过立法，赋予出生在除美属萨摩亚和斯温斯岛以外的所有有人居住领土上的个人与生俱来的公民身份，这些人被授予非公民国民的身份。2019 年 12 月 12 日，美国地区法官克拉克·沃杜普斯的一项裁决推翻了这项特殊身份规定。美国法典第8编 § 第1408(1)节将美属萨摩亚人视为非公民国民的规定违宪，认为“任何国务院的政策，如果规定宪法中的公民身份规定不适用于在美属萨摩亚出生的人，就违反了美国宪法第十四修正案”。政府律师辩称，“这一判决与历届上诉法院对此问题的审议结果相悖，与美国政府三个部门一个多世纪以来的历史做法不一致，也与美属萨摩亚地方政府的强烈反对相冲突。”沃杜普斯于12月13日暂缓执行裁决，等待上诉审查，因此该裁决并未立即生效。2021年6月15日，美国联邦第十巡回上诉法院推翻该裁决。

### 归化

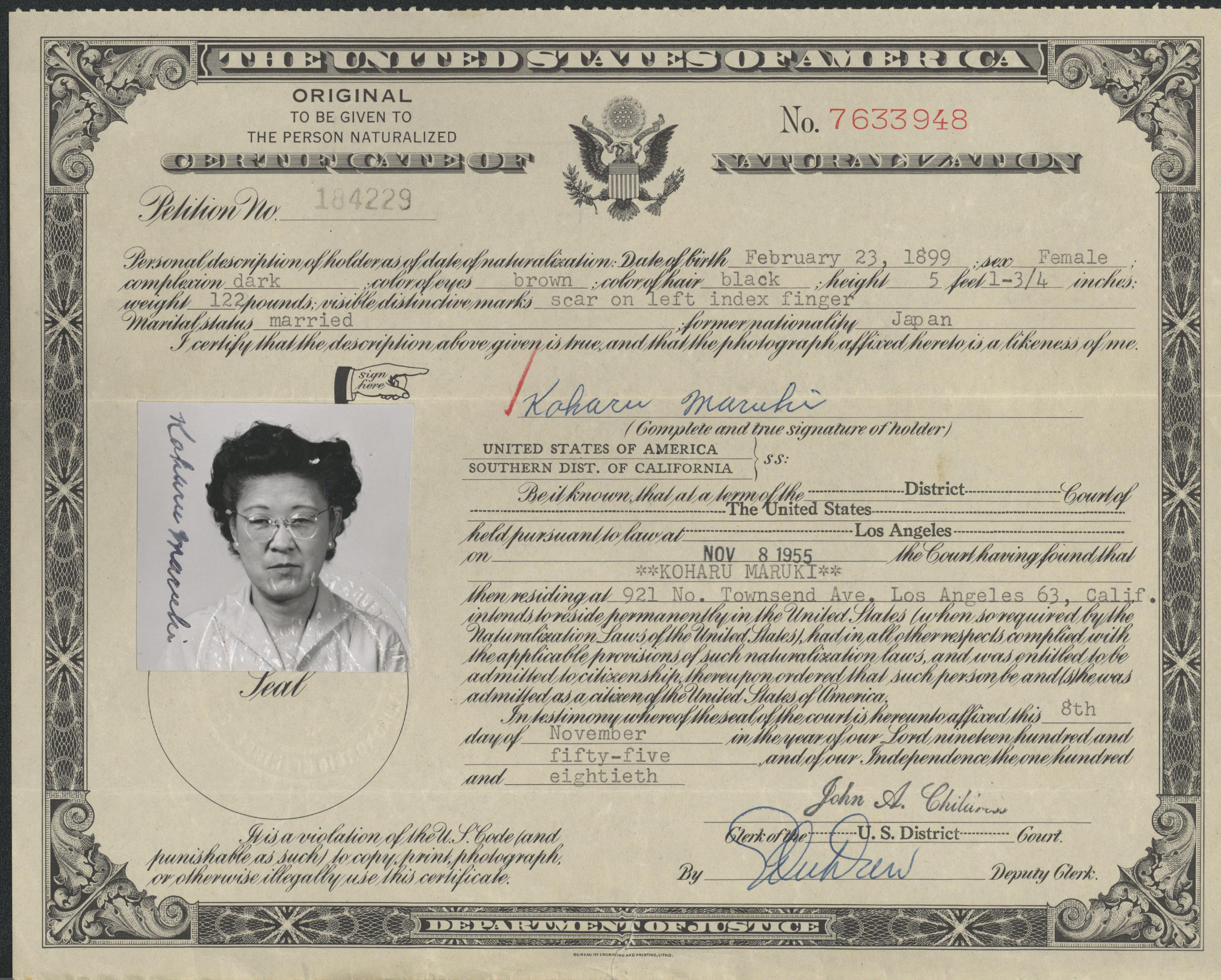
1955年的美国归化证书

非出生即为美国公民的人可以通过称为归化的程序获得美国国籍。

#### 归化资格
要归化成为美国公民，申请人必须在提交申请时年满18岁，是美国合法永久居民，并且在申请前已在美国拥有合法永久居民身份五年。申请人必须至少在美国领土实际居住两年半，如果离境超过六个月，居住期限将重新计算。与美国公民结婚并同居的人士，可获得三年的缩短居住期限，其中一半时间需要实际居住。在申请之前的一段时间内，申请人必须在其提交申请的司法管辖区内拥有三个月的居住权，并且必须持续居住直至获得国籍为止。居住在美国领土的非美国公民在某个州建立居住权后即可获得入籍资格。为了确定一个人的居住期限，美国领土包括美国50个州、哥伦比亚特区、波多黎各、美属维尔京群岛、关岛和北马里亚纳群岛，不包括在美属萨摩亚的居住，但寻求入籍的美属萨摩亚人除外。

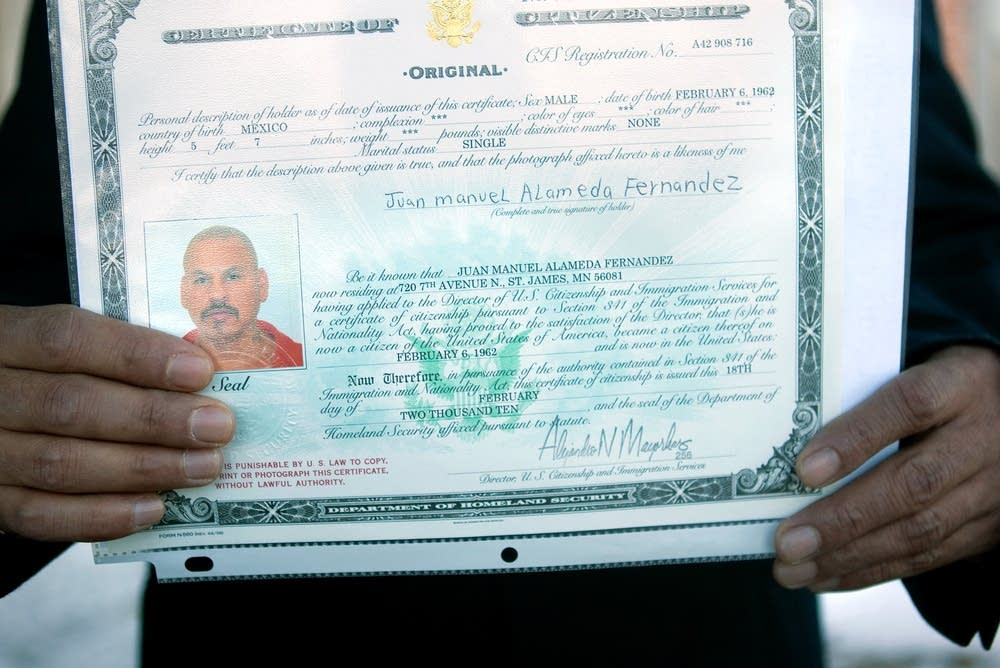
2010年的衍生公民证书

某些符合条件的归化申请人可以豁免永久居留权。例如，自1940年以来，在指定敌对时期光荣服役于美国军队的移民，无需先成为永久居民即可入籍。在和平时期，外国人光荣在美国服役可将居留要求减少至一年。成功完成“对国家利益至关重要的军事入伍”计划的合法移民（但非永久移民）无需先成为永久居民即可归化。同样，做出杰出贡献的移民，例如科学家或奥运会运动员，可以免除居留要求、实际居住要求以及支持极权主义和/或共产主义的禁令。
2000年《儿童公民法》规定，如果未满14岁，且父母一方为美国公民，且子女在海外出生，且未满足出生时国籍的居住要求，则该子女有资格获得特殊入籍归化资格。如果子女的祖父母满足在美国居住五年的条件，且其中两年在子女年满14岁之后，则该子女也可以代替父母获得特殊归化资格。符合条件的子女无需满足任何其他归化要求。

#### 归化流程
申请人必须向美国公民及移民服务局申请归化并缴纳相应费用。申请人必须展现出良好的道德品质，例如无犯罪记录，并且必须通过美国历史和公民教育考试（即入籍考试）。考试题目在网络上公开，要求申请人从100道题中随机作答10道。大部分申请人还必须具备一定的英语应用能力，测试内容是基本阅读和写作能力，而非流利程度。长期永久居民可免于参加语言测试。例如，年满五十岁且在美居住二十年，或年满五十五岁且在美居住十五年的人，可以选择以其母语参加公民教育测试。年满六十五岁且在美居住二十年的人可能会被给予更少的题目，而身体或精神有缺陷的人则可以免于参加语言或公民教育考试。获得国籍的条件是宣誓效忠；但自2000年起，身体或精神能力有障碍的人可以例外。

### 放弃或剥夺国籍

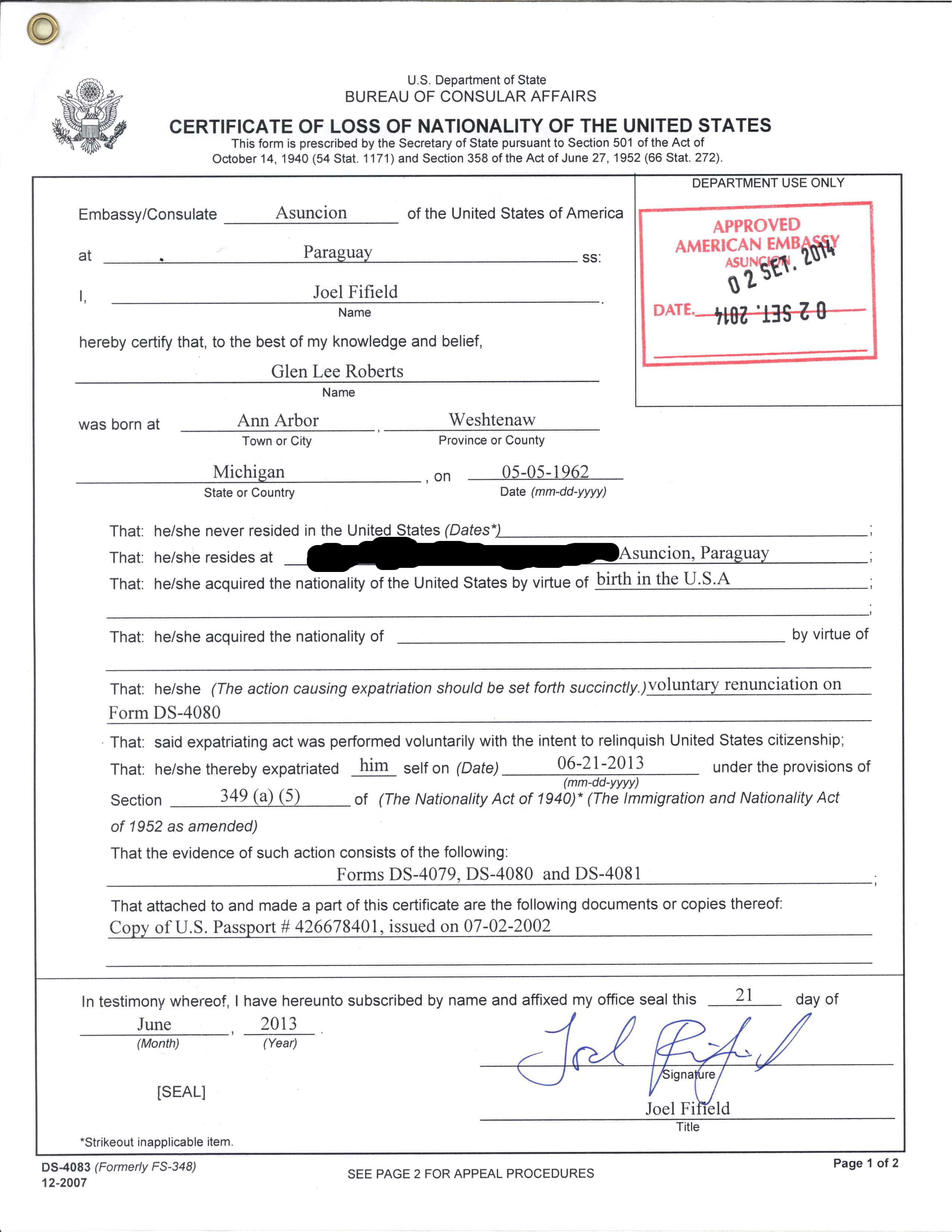
丧失国籍证明书，表明持有人已放弃或剥夺美国国籍

美国有着悠久的非自愿放弃国籍（丧失国籍）历史。自1907年起，已归化人士返回原籍国两年或两年以上即可放弃国籍，移居国外并加入其他国家的美国本土出生的国民也同样如此。已婚女性与外国男性或不符合归化条件的男性结婚后将自动放弃国籍。自1940年起，非自愿终止国籍的原因包括为外国政府或外国武装部队服务、在外国选举中投票、开小差、叛国或有双重国籍的证据，但持有护照除外。最高法院对放弃国籍的解释在1915年的麦肯齐诉黑尔案中得到了明确，该案裁定埃塞尔·麦肯齐选择与非美国公民结婚的行为构成自愿接受被剥夺国籍。在1950年的萨沃尼昂诉美国案中，最高法院裁定，不知道自身行为后果的行为同样构成自愿放弃国籍。1958年佩雷斯诉布朗内尔案的判决标志着一个转折点，该判决支持因外国投票而剥夺公民身份。1967年阿夫罗伊姆诉拉斯克案的判决推翻了这一判决。该判决认为，一个人自愿采取的行为导致丧失国籍，必须存在通过该行为而产生的放弃国籍的推论。1978年万斯诉特拉萨斯案的判决明确指出，必须存在明确的放弃国籍的意图才能丧失国籍。
1986年，美國法典第8编 §§ 第1481–a節根据上述法院判决进行修订，确认在实施自愿行为时必须存在放弃国籍的意图，才能构成丧失国籍。美国国务院发布了一份部分行为清单，例如在美国纳税或登记遗嘱，这些行为表明其保留国民身份的意图；使用外国护照进入美国或在外国政党登记，这些行为可能表明其放弃国籍的意图，但建议每个案例都应结合具体情况进行审查。该清单建议美国公民撰写一份声明，说明其行为并非放弃国籍的意图，并将其提交给大使馆或领事馆官员。1990年，第1481款再次修订，以反映美国国务院的一项新政策，即如果个人实施了潜在的放弃国籍的行为，则推定其无意放弃国籍。根据一份领事备忘录，这意味着在其他国家获得国籍（包括例行宣誓效忠），或接受其他国家非政策性职位的外国就业，都应被假定为该人无意通过其行为放弃其国籍。从那时起，美国实际上允许国民在保留美国国籍的同时获得新国籍，从而拥有多重国籍，并且不再寻求新获得国籍人士的海外记录来评估他们可能被剥夺国籍的可能性。
《国籍法》将上述事项从丧失美国国籍的潜在原因中移除，保留了以下可能的原因：剥夺美国国籍、叛国、煽动叛乱或密谋反对美国；在外国政府担任具有决策权的官员；以及自愿放弃美国国籍。在申请入籍时实施的欺诈行为也可能使国籍失效。通常情况下，如果特别调查办公室能够证明获得美国国籍的知名前纳粹军官是通过隐瞒他们参与二战期间犯下的战争罪行而获得的，他们的国籍将被撤销。他们不能因在其他地方犯下的罪行而受审，因此会因违反移民法而被剥夺美国国籍，一旦他们成为外国人，就会被下令驱逐出境。
剥夺国籍是一个法律程序，其结果是国籍被剥夺。根据1943年最高法院对施奈德曼诉美国案的判决，在处理剥夺国籍诉讼时，必须评估清晰且令人信服的证据。被告居住地所在地区的联邦检察官将向其管辖范围内的联邦地区法院提起诉讼。陪审团通常不会出席，被告可能会被迫作证。不作证可能导致有罪推定，但被告可以拒绝自证其罪。举证标准并非合理怀疑，而是清晰、令人信服且毫不含糊的证据。判决可向联邦上诉法院和最高法院上诉。法律程序结束后，国务院将颁发“丧失国籍证明书”。
放弃国籍，或称合法放弃国籍，包括自愿放弃国民身份以及与之相关的所有权利和特权。放弃国籍需要做出正式声明。战争时期，声明需在美国指定机构面前宣誓；战争期间，声明需在国外向领事官员宣誓。明确表明放弃国籍意图的证据必须得到批准。如有疑问，例如声明人将成为无国籍人士，国务院可能不愿接受该声明。在面谈并接受有关放弃国籍后果的咨询后，如果申请人希望继续办理，则需要缴纳费用以及做出声明，并举行放弃国籍仪式。在仪式上，申请人需要签署谅解声明并宣誓放弃国籍。
放弃美国国籍的人可能需要缴纳离境税。最初，根据1966年的《外国投资者税法》，被认定为放弃美国国籍以逃避美国税收的人，其美国来源收入需缴纳十年持续征税，以防止前美国公民利用美国为外国人投资提供的特殊税收优惠。自2008年起，这些规定不再适用；取而代之的是，达到特定资产或纳税义务门槛的前美国公民，无论其放弃公民身份的原因如何，都需就其美国和非美国资产（包括退休账户）的视同出售缴纳资本利得税。1996年的《里德修正案》规定，如果司法部长认定前美国公民放弃公民身份是为了逃税，则禁止其进入美国；然而，该修正案从未得到执行。旨在重写里德修正案并使其可执行的《通过废除离岸租赁税收激励措施防止人口流失法案》等提案在2012年和2013年均未获委员会通过。

### 双重国籍
最高法院在川北诉美国案中裁定，双重国籍是法律上长期承认的身份，“一个人可以拥有和行使两个国家的国籍权利，并承担两国的责任。仅仅主张一个国籍的权利，并不意味着他放弃另一个国籍”。在施耐德诉拉斯克案中，最高法院裁定已入籍美国的人有权返回其祖国并恢复原国籍，同时仍保留美国国民身份。即使他们从未返回美国亦适用该规定。自1990年以来，美国国务院已允许多重国籍。官方政策承认此类身份的存在，但美国政府并不认可拥有多重国籍的政策，尽管容许该政策存在。双重国籍可能会与政府机构在安全许可或获取机密信息方面的要求相悖。美国国务院于2016年发布了一份备忘录，建议各机构采取适当的评估程序，以衡量多重国籍的风险。

### 引用
1. ↑  Laskow 2017.
2. ↑  任东来 2004，第574-575頁.
3. 1 2  李道揆 1999，第775-799頁.
4. ↑  Boll 2007，第66-67頁.
5. ↑  Stevens 1933，第Part II頁.
6. ↑  Guerry & Rundell 2016，第73頁.
7. ↑  Escobar 2015，第1頁.
8. ↑  Boll 2007，第114頁.
9. ↑  United Nations Division for the Advancement of Women & Chinkin 2003，第2–3頁.
10. 1 2  Stevens 1933，第61, Part II頁.
11. ↑  Bickel 1973，第369頁.
12. ↑  Bickel 1973，第370頁.
13. 1 2  Kerber 1998，第xxiii, 11–12頁.
14. 1 2  Rutherglen 2013，第21頁.
15. ↑  Isenberg 1998，第45頁.
16. ↑  Jefferson 1999，第219–220頁.
17. ↑  Smith, Milhollan & Nelson 1981，第195頁.
18. ↑  Hoxie 2006，第330頁.
19. ↑  Bredbenner 1998，第18–19頁.
20. 1 2  Smith 1998，第1頁.
21. ↑  Sapiro 1984，第3頁.
22. ↑  Taparata 2016.
23. ↑  Sapiro 1984，第9頁.
24. ↑  U.S. Senate Committee on Immigration 1933，第19頁.
25. ↑  Sapiro 1984，第9–10頁.
26. ↑  Kerber 1998，第41頁.
27. 1 2 3  Rutherglen 2013，第22頁.
28. 1 2  Rodríguez 2009，第1366頁.
29. ↑  Rodríguez 2009，第1367頁.
30. ↑  Miller 2018，第244, 265頁.
31. ↑  Civil War on the Western Border 2016.
32. ↑  Smith, Milhollan & Nelson 1981，第201頁.
33. 1 2  Spiro 2015，第3頁.
34. ↑  Sapiro 1984，第10頁.
35. 1 2  Batlan 2020，第319頁.
36. 1 2 3  Kerber 1998，第43頁.
37. ↑  Hacker 2014，第58頁.
38. ↑  Batlan 2020，第319–320, 324頁.
39. ↑  MacDonald 2014.
40. ↑  Cott 2009，第1466–1468頁.
41. ↑  Batlan 2020，第324頁.
42. ↑  Bredbenner 1998，第100頁.
43. ↑  Cott 2009，第1466頁.
44. ↑  Cott 1998，第1464頁.
45. ↑  Sapiro 1984，第12頁.
46. ↑  Hacker 2014，第59頁.
47. ↑  Sharon 1950，第780頁.
48. ↑  Office of the Historian 2020.
49. 1 2  Cott 1998，第1466頁.
50. ↑  Cott 1998，第1467頁.
51. ↑  Olivares 2015，第422頁.
52. ↑  Sheridan 2002，第7頁.
53. ↑  Bruyneel 2004，第30頁.
54. ↑  Avalon Project 1933.
55. 1 2  Volpp 2005，第420頁.
56. ↑  Orfield 1934，第110頁.
57. ↑  Hacker 2014，第60–61頁.
58. 1 2  Augustine-Adams 2001，第102頁.
59. ↑  Hacker 2014.
60. 1 2  Bredbenner 1998，第244頁.
61. ↑  Cott 1998，第1469頁.
62. ↑  Augustine-Adams 2001，第137頁.
63. ↑  Augustine-Adams 2001，第137–138頁.
64. ↑  Augustine-Adams 2001，第138頁.
65. ↑  Kerber 1998，第43–44頁.
66. ↑  Augustine-Adams 2001，第101–102頁.
67. ↑  Augustine-Adams 2001，第104頁.
68. ↑  Weinrib 2003，第263頁.
69. 1 2  Weinrib 2003，第224頁.
70. 1 2  Augustine-Adams 2001，第103頁.
71. ↑  Weinrib 2003，第257頁.
72. ↑  Ginsburg 2017，第1頁.
73. ↑  Hein 2009，第433頁.
74. ↑  Hein 2009，第434–436頁.
75. ↑  Hein 2009，第443頁.
76. ↑  Venator-Santiago 2017，第515頁.
77. ↑  Villazor 2017，第1676頁.
78. 1 2 3  Villazor 2017，第1673頁.
79. 1 2 3  Lin 2019，第1262頁.
80. ↑  Flournoy & Hudson 1929，第574頁.
81. ↑  Villazor 2017，第1697頁.
82. ↑  Rodríguez Serna 2016，第7–8頁.
83. ↑  Venator-Santiago 2017，第517頁.
84. ↑  Weare 2017，第149頁.
85. ↑  Lin 2019，第1260頁.
86. ↑  Lin 2019，第1259頁.
87. ↑  Villazor 2017，第1710–1711頁.
88. ↑  Villazor 2017，第1707頁.
89. ↑  Lin 2019，第1257頁.
90. ↑  Rodríguez Serna 2016，第8頁.
91. ↑  Gansallo & Bernstein-Baker 2016，第570頁.
92. ↑  Joint Committee on Printing 2007，第16頁.
93. 1 2 3 4 5 6  Spiro 2015，第10頁.
94. ↑  Meese, Forte & Spalding 2005，第385–389頁.
95. ↑  Erler, West & Marini 2007，第67頁.
96. 1 2  Public Law 414 1952，第236頁.
97. 1 2 3 4  Bureau of Consular Affairs 2017.

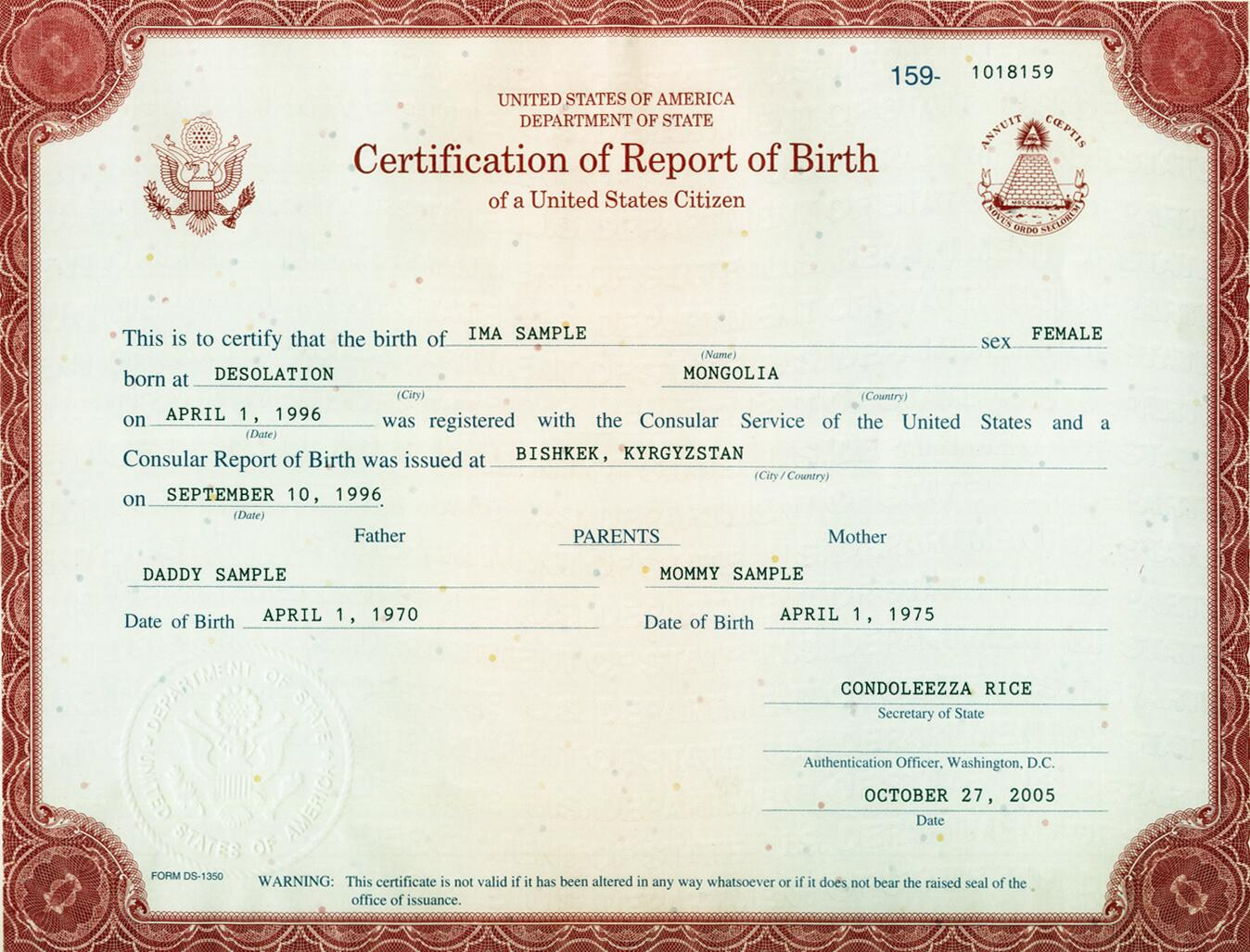
1990年至2010年之间签发的国务院出生报告证明

98. 1 2  Bureau of Consular Affairs 2014.
99. 1 2  Public Law 853 1940，第1139頁.
100. ↑  Public Law 414 1952，第236, 238–239頁.
101. ↑  Park 2017.
102. ↑  Howe 2017.
103. 1 2 3 4  Spiro 2015，第11頁.
104. ↑  USCIS 2025.
105. 1 2  Policy Manual 2021b.
106. ↑  Weare 2017，第148頁.
107. 1 2  Public Law 414 1952，第236–238頁.
108. ↑  Public Law 414 1952，第236–237頁.
109. ↑  Public Law 414 1952，第237頁.
110. 1 2  Policy Manual 2021a.
111. ↑  Harvard Law Review 2017，第1683頁.
112. 1 2 3  Romo 2019.
113. ↑  RNZ 2021.
114. 1 2 3 4 5 6  Spiro 2015，第12頁.
115. ↑  Yang 1994，第459頁.
116. ↑  Michal 1992，第140頁.
117. ↑  US Code 2020.
118. ↑  Michal 1992，第141頁.
119. 1 2  Spiro 2015，第14頁.
120. 1 2 3  Wong & Bonaguro 2020，第99頁.
121. ↑  Barros 2020.
122. ↑  Irby 2019.
123. ↑  Spiro 2015，第7頁.
124. 1 2  Spiro 2015，第8頁.
125. ↑  Hacker 2014，第58–59頁.
126. ↑  Spiro 2015，第9頁.
127. ↑  Kelly 1992，第439頁.
128. ↑  Kelly 1992，第441頁.
129. ↑  Kelly 1992，第442–444頁.
130. 1 2  Kelly 1992，第444–445頁.
131. ↑  Kelly 1992，第447頁.
132. 1 2 3  Getschman 1988，第289頁.
133. ↑  Forliti 2013.
134. ↑  The Times of Israel 2020.
135. ↑  Getschman 1988，第290頁.
136. ↑  Getschman 1988，第292頁.
137. 1 2  Getschman 1988，第293頁.
138. ↑  Kelly 1992，第444頁.
139. ↑  Aleinikoff 1986，第1475–1476頁.
140. ↑  Worster 2012，第2頁.
141. ↑  Worster 2012，第3–4頁.
142. ↑  Worster 2012，第5頁.
143. ↑  Worster 2012，第7–9頁.
144. ↑  Worster 2017，第85–86頁.
145. ↑  Worster 2017，第87–88頁.
146. ↑  Buss, Hryck & Granwell 2007，第11頁.
147. ↑  Puzzanghera 2012.
148. ↑  Stcherbatcheff 2014.
149. ↑  Kelly 1992，第429–430頁.
150. ↑  Kramer 1965，第283頁.
151. ↑  Kelly 1992，第445頁.
152. ↑  Department of State 2016.

## 进一步阅读
- McGovney, Dudley O.  (PDF). California Law Review (University of California, Berkeley). 1934-09, 22 (6): 593–635. JSTOR 3476939. doi:10.2307/3476939.
- McWhirter, Robert James. . Chicago: American Bar Association Section of Criminal Justice. 2007. ISBN 978-1-59031-921-5. OCLC 163605559.